# Chicken Shack
Chicken Shack  — британская блюзовая группа, основанная во второй половине 1960-х годов бас-гитаристом Энди Сильвестром, поющим гитаристом Стэном Уэббом и ударником Аланом Морли. Позднее к ним присоединилась вокалистка и клавишница Кристин Пёрфект.

## История
История группы начинается с апреля 1963, когда бирмингемский музыкант Стен Уэбб собрал вокруг себя музыкантов. Группа получила название Sounds of Blue. Однако разногласия привели к уходу из группы части музыкантов.
Новая группа была создана в 1965 году и получила название по альбому Джимми Смита «Back At The Chicken Shack». «Chicken shack», то есть дешёвые ресторанчики, где продают курицу, нередко упоминаются в блюзовых и ритм-энд-блюзовых песнях, например, в песне Амоса Милбёрна «Chicken Shack Boogie». Первый концерт состоялся в 1967 году на National Blues and Jazz Festival в Виндзоре. В том же году они заключили контракт с лейблом Blue Horizon.
Группа пользовалась скромным коммерческим успехом, а Christine Perfect читатели журнала Melody Maker назвали лучшей вокалисткой.
В 1969 году Пёрфект покидает группу и выходит замуж за Джона МакВи из Fleetwood Mac. На смену ей летом 1969-го приходит Пол Рэймонд.
Пол Рэймонд, Энди Сильвестр, барабанщик Дэйв Бивэлл покинули группу в 1971 году и присоединились к группе Savoy Brown.
Хотя Chicken Shack пережила несколько последующих воплощений с регулярными изменениями в составе, они больше никогда не достигли прежнего успеха. Уэбб остаётся единственным постоянным участником группы.

## Дискография

### Альбомы
- 40 Blue Fingers, Freshly Packed and Ready to Serve (1968), Blue Horizon (UK Albums Chart — Number 12)
- O.K. Ken (1969), Blue Horizon (Number 9)
- 100 Ton Chicken (1969), Blue Horizon
- Accept (1970), Blue Horizon
- Imagination Lady (1972), Deram
- Unlucky Boy (1973), Deram
- Goodbye Chicken Shack (концертный альбом) (1974), Deram
- Double (1977), Deram
- Stan the Man (1977), Nova
- That’s the Way We Were (1978), Shark
- The Creeper (1978), WEA
- Chicken Shack (1979), Gull
- In the Can (1980), Epic Records
- Roadies Concerto (Live) (1981), RCA Records
- Simply Live (Live) (1989), SPV (Germany)
- Changes (1991), (as Stan Webb’s Chicken Shack), In Akustik
- Plucking Good (1993), (as Stan Webb’s Chicken Shack), In Akustik
- Stan 'The Man' Live (1995), (as Stan Webb’s Chicken Shack), Red Lightnin'
- On Air (BBC sessions) (1998), Strange Fruit Records
- Black Night (1999), (as Stan Webb’s Chicken Shack)
- Still Live After All These Years (2004), Mystic
- Webb (2001)
- Stan The Man (2002), compilation album
- Stan Webb (2004)
- Going Up, Going Down-Anthology (2004)
- Poor Boy/the Deram Years (2006), (as Stan Webb’s Chicken Shack)
- Strange Situations/The Indigo (2006), (as Stan Webb’s Chicken Shack)

### Синглы
- «I'd Rather Go Blind» (1969), Blue Horizon — UK Singles Chart — Number 14.
- «Tears in the Wind» (1969), Blue Horizon — Number 29.[1]